# Emma di Resburgo
Emma di Resburgo és la sisena òpera composta per Giacomo Meyerbeer, i la tercera per a un teatre italià. El llibret és una adaptació, realitzada per Gaetano Rossi, del que va fer Andrea Leone Tottola per a Simon Mayr (Elena e Costantino, Nàpols, 1814), que així mateix estava basat en el de Jacques-Antoine de Révéroni Saint-Cyr i Jean-Nicolas Bouilly per a una òpera de Méhul (Héléna, París, 1803). L'estrena va tenir lloc en el Teatro San Benedetto de Venècia el 26 de juny de 1819 i va ser el primer gran èxit operístic de Meyerbeer.

## Origen i context
Meyerbeer feia tres anys que havia arribat a Itàlia. El jove Meyerbeer no triomfava a Viena pel fet que la seva música era massa antiquada i germànica per a un públic que havia tastat la música italiana de Rossini. Llavors el compositor va anar a trobar Salieri, qui tenia una certa estima pel jove jueu. El consell de Salieri era el millor possible per a algú que desitjava tenir èxit. «Ja tens prou coneixements", va dir el conseller de Meyerbeer. "Ves a Itàlia i estudia com escriure melodies per a la veu. Posseeixes el do de la melodia, però no coneixes l'instrument a través del qual el tema troba expressió». I Meyerbeer ho va fer.
Meyerbeer no tenia presses per fer el seu debut italià i va esperar fins que es va veure segur de tenir possibilitats d'èxit. Així, la seva primera òpera italiana, Romilda e Costanza, no es va representar fins a 1818. Els paduans, en la seva ciutat, van rebre l'obra amb entusiasme, com assenyala el musicògraf belga Fétis, "«no només per la música i el talent de la prima donna (Pisaroni), sinó perquè Meyerbeer era considerat per ells com a membre de la seva pròpia escola, en qualitat de deixeble de Vogler, ell mateix deixeble de Valotti». Va seguir Semiramide riconosciuta, estrenada a Torí el 1819. Finalment, va arribar el 1820 a Venècia Emma di Resburgo, que immediatament va establir la reputació del mestre. Juntament amb la següent Margherita d'Anjou, van travessar els Alps i es van representar a Alemanya i altres llocs. A Alemanya, on va proclamar l'apostasia del compositor i va suscitar una tempesta de crítiques enfurismades. I és que l'òpera alemanya, gràcies a Weber, que amb la seva forta nacionalitat es mantenia intensament alemany, estava aixecant el cap i despertant expectatives.
L'òpera se situa a Escòcia, al castell de Tura i Glasgow, en el moment de la conquesta normanda del segle xvii, típic del romanticisme que començava a despuntar i que utilitzaria també Rossini tres mesos després a La donna del lago, que s'ubica al Loch Katrine i als Highlands.

## Personatges
| Personatges | Tessitura | Repartiment de l'estrena, 1819 (Director: Giacomo Meyerbeer) |
| ----------- | --------- | ------------------------------------------------------------ |
| Edemondo    | contralt  | Carolina Cortesi                                             |
| Emma        | soprano   | Rosa Morandi                                                 |
| Norcesto    | tenor     | Eliodoro Bianchi                                             |
| Olfredo     | baix      | Luciano Bianchi                                              |
| Donaldo     | tenor     | Vincenzo Fracalini                                           |
| Etelia      | soprano   | Cecilia Gaddi                                                |